# Josephine Tewson
Josephine Tewson (Hampstead (Londen), 26 februari 1931 – Northwood (Londen), 18 augustus 2022) was een Britse actrice. Ze studeerde in 1952 af aan de Royal Academy of Dramatic Art. Ze werd vooral bekend door haar rol van de nerveuze buurvrouw Elizabeth in de sitcom Keeping Up Appearances uit 1990-1995 (in Nederland en Vlaanderen uitgezonden als Schone Schijn).  
Ze overleed op 91-jarige leeftijd in Northwood in Denville Hall, een huis voor acteurs in ruste.

## Levensloop

### Loopbaan
Ze debuteerde in 1963 met een rol in de Dick Emery Show. Haar filmdebuut kwam in 1967, in The Troublesome Double. Ze speelde in de tweede helft van de jaren 60 gastrollen in Z Cars en Mrs. Thursday, voordat ze in 1969 een vaste rol kreeg in de vijftiendelige komedieserie Hark at Barker, die tot 1970 gemaakt werd.
Daarna was ze ook te zien in The Two Ronnies (1971). Datzelfde jaar speelde ze in de dertiendelige komedieserie Coppers End. In 1972 speelde ze in de zevendelige serie His Lordship Entertains. In 1977 verscheen ze met John Inman in de zevendelige komedieserie Odd Man Out. Ook is ze bekend om de televisieserie Shelley (1979-1983), waarin ze Mrs. Hawkins speelde.
Eind jaren 80 speelde ze wederom in kortlopende televisieseries, namelijk Rude Health en Clarence. Van 2003 tot 2010 speelde ze de rol van Miss Davenport in serie Last of the Summer Wine. Ook was ze met enige regelmaat te zien in commercials.
Van 2012 tot 2019 toerde ze Engeland rond met haar eigen theatershow Still Keeping Up Appearances, waarin ze herinneringen ophaalde aan haar vijftigjarige acteurscarrière.

### Persoonlijk
Haar vader William Tewson was contrabassist in het BBC Symphony Orchestra, haar moeder Kate Morley was verpleegster. Het hardnekkige gerucht dat John Inman, bekend als Mr. Humphries in de komische tv-serie Are You Being Served?, haar neef was, heeft ze zelf met klem ontzenuwd als "absolute rubbish". Tussen 1959 en 1961 was ze getrouwd met de acteur Leonard Rossiter en daarna van 1972 tot 1980 met Harry Newman.

## Filmografie
- Last of the Summer Wine televisieserie - Miss Davenport (56 afl., 2003-2009)
- Holby City televisieserie - Mabel Phillips (Afl., Looking After Number One, 2006)
- Heartbeat televisieserie - Mrs. Morris (Afl., Closing the Book, 2002)
- Midsomer Murders televisieserie - Samantha Johnstone (Afl., Judgement Day, 2000)
- The Mumbo Jumbo (2000) - Miss Hodges
- Sunburn televisieserie - Louise Montague (Episode 1.1, 1999)
- Keeping Up Appearances televisieserie - Elizabeth (42 afl., 1990-1995)
- Coronation Street televisieserie - Peggy Phillips (Episode 1.3650 en 1.3651, 1994)
- Wilt (1989) - Miss Leuchars
- Clarence televisieserie - Jane Travers (6 afl., 1988)
- Rude Health televisieserie - Mrs. Thorpe (14 afl., 1987-1988)
- Terry and June televisieserie - Mrs. Robins (Afl., Mistaken Identity, 1985)
- Gabrielle and the Doodleman (1984) - Rol onbekend
- Terry and June televisieserie - Brenda (Afl., A Day in the Boulogne, 1983)
- Shelley televisieserie - Mrs. Hawkins (Afl. onbekend, 1979)
- The Hound of the Baskervilles (1978) - Non
- The Strange Case of the End of Civilization as We Know It (1977) - Miss Hoskins
- No Appointment Necessary televisieserie - Penelope Marshall (1977)
- Odd Man Out televisieserie - Dorothy (Afl. onbekend, 1977)
- Harry (televisiefilm, 1976) - Rol onbekend
- Dawson's Weekly televisieserie - Cleoberry (Afl., Stage-Struck, 1975)
- Wodehouse Playhouse televisieserie - Mabel Potts (Afl., Rodney Fails to Qualify, 1975)
- Thriller televisieserie - Yvonne (Afl., A Coffin for the Bride, 1974)
- It's Tarbuck televisieserie - Rol onbekend (1973)
- Son of the Bride televisieserie - Miss McDowdie (6 afl., 1973)
- Whoops Baghdad! televisieserie - Fatima (Afl., The Wazir Takes a Wife, 1973)
- Elementary My Dear Watson (televisiefilm, 1973) - Lady Cynthia
- His Lordship Entertains televisieserie - Mildred Bates (7 afl., 1972)
- Coppers End televisieserie - Sgt. Penny Pringle (13 afl., 1971)
- 6 Dates with Barker televisieserie - Travers (Afl., 1937: The Removals Person, 1971)
- The Two Ronnies televisieserie - Verschillende rollen (Afl. onbekend, 1971)
- Frost on Sunday televisieserie - Comediante (Afl. 14 januari 1970)
- Harker at Barker televisieserie - Mildred Bates (1969-1970)
- Z-Cars televisieserie - Muriel Finch (Afl., Aren't Policemen Wonderful: Part 2, 1968)
- Mrs. Thursday televisieserie - Dulci (Afl., The Old School Tie Up, 1967)
- Z-Cars televisieserie - Mrs. Rogers (Afl., The Mice Will Play, 1965)
- Z-Cars televisieserie - Elizabeth Hepton (Afl., Wait for It, 1963)
- The Dick Emery Show televisieserie - Rol onbekend (Afl. onbekend, 1963)

- Gemeinsame Normdatei: 1124483144
- International Standard Name Identifier: 0000 0001 3166 6524
- MusicBrainz: 138d2e89-bfac-4e27-a7bf-413ce9216228
- Virtual International Authority File: 193516318
- WorldCat: E39PBJr7XXqyrTDWtWKrYTbcfq